# ウーリークモザル属
ウーリークモザル属（ウーリークモザルぞく、Brachyteles）は、哺乳綱霊長目クモザル科に分類される属。
これらは新世界猿（広鼻小目）の最大の種であり、北方種は世界の全てのサルの中でも絶滅の危機に瀕している種の一つである。これらは、ブラジル南東部の海抜1500メートル付近の大西洋森林でのみ見られる。
大人のムリキは尾を除く体長50–80cm、　尾の長さ70-80cm、　体重は10-15kgである。色は茶色から黒色で、巻き付けるのに適した尾の下側には毛がない。
ムリキは葉食動物（草食動物）であるが、雨季にはかなりの量の果実や花を食し、その他樹皮、竹、シダ、花蜜、花粉、種子を食べる。
多くの広鼻小目と共通して、雄は定住制である。雌は5歳から7歳の青年期の始まりに他のグループに移る傾向にあり、その後11歳頃の成熟する。平均すると、雄はこの半分の時間で成熟する。
観測されたグループの大きさは8から43頭に及び、たくさんの雄と雌を含む。ムリキは複婚である。また、その他の多くの霊長類とは異なり雄は侵略的な遭遇なしに大半の時間を過ごす。そのため、縄張りも持たない。
「ムリキ」という名称は、「最大のサル」を意味する原住民のトゥピ語の単語に由来する。B. arachnoidesは「濃灰色のサル」と翻訳される「mono carvoeiro」としても知られている。

## 分類
以前はウーリークモザルBrachyteles arachnoidesのみで本属を構成していた。
以下の分類・和名・英名は、日本モンキーセンター霊長類和名編纂ワーキンググループ(2018)に従う。
- Brachyteles arachnoides ミナミムリキ Southern muriqui
- Brachyteles hypoxanthus キタムリキ Northern muriqui

## 人間との関係
日本では2021年の時点でブラキュテレス属（ウーリークモザル属）単位で特定動物に指定されており、2019年6月には愛玩目的での飼育が禁止された（2020年6月に施行）。